# Turuñuelo

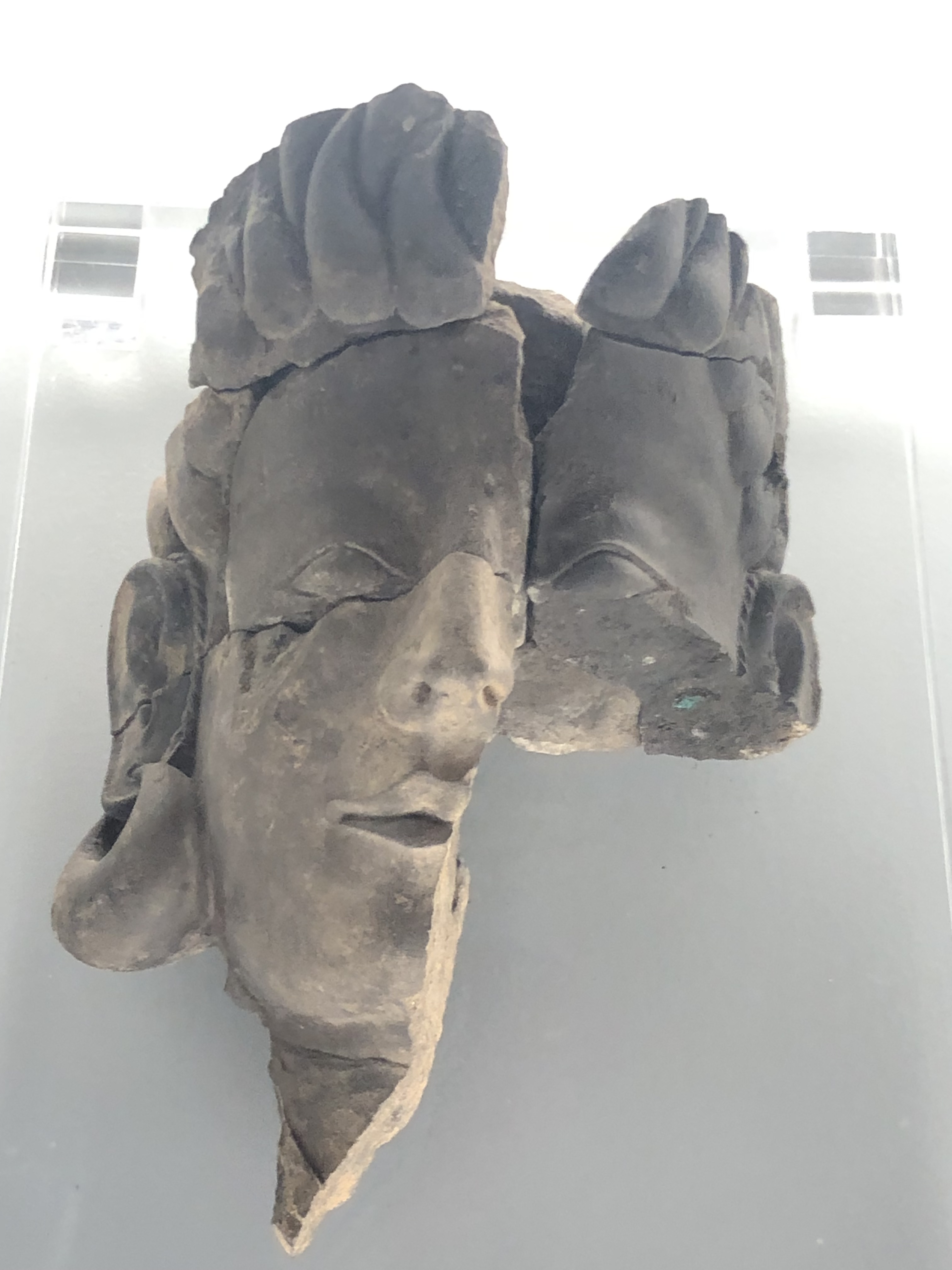
Um dos vestígios encontrados no sítio

O Turuñuelo, Turuñuelo de Guareña ou Casas do Turuñuelo é um local arqueológico tartesso do século V a.C., que se encontra no município de Guareña (Badajoz).
Os trabalhos de escavações, que leva a cabo o Instituto de Arqueologia de Mérida (IAM), estão coordenados por Sebastián Celestino Pérez e Esther Rodríguez González. Há uma dúzia de sítios arqueológicos tartessicos no Vale do Guadiana, sendo que já se escavaram três: Cancho Roano (para perto de Zalamea da Serena), A Mata (em Campanario) e o Turuñuelo.
As construções de Turuñuelo foram destruídas, incendiadas e seladas com argila pelos seus próprios habitantes no final do século V a. C., ante a invasão iminente de povos celtas do norte.